# Chuka
Chuka ist ein US-amerikanischer Western des Regisseurs Gordon Douglas aus dem Jahre 1967. Ein Alternativtitel lautet Alleingang am Fort Clendennon. Das Drehbuch schrieb Richard Jessup nach seinem eigenen Roman. Deutschsprachige Erstaufführung war am 31. August 1967.

## Handlung
1876: Auf dem Weg zu einem neuen Auftrag kommt Satteltramp und Revolverheld  Chuka, den man als Killer mieten kann, in ein Lager der Arapahoe-Indianer. Die Indianer hungern, Chuka wird Zeuge, wie gerade ein Opfer bestattet wird. Bevor er weiterreitet, überlässt er dem Häuptling Hanu seinen Mundvorrat.
Auf seinem  weiteren Weg trifft er auf eine in Not geratene Postkutsche und erreicht mit ihr das von den Arapaho-Indianern unter Hanu bedrohte Fort Clendennon. Fahrgäste der Kutsche sind unter anderem die ehemalige Geliebte Chukas, Veronica, und deren Nichte Helena. Kommandant des Forts ist Colonel Valois, der ein hartes Regiment gegenüber seiner Besatzung, die ausschließlich aus Strafversetzten besteht, führt. Sergeant Hahnsbach unterstützt den völlig unfähigen und trunksüchtigen Valois bedingungslos, da dieser ihm in einem früheren Gefecht das Leben gerettet hatte. Das Verhältnis zwischen Chuka und Hahnsbach ist zunächst angespannt, da der Satteltramp den Kommandanten verachtet. Eine wüste Schlägerei zwischen den beiden bereinigt jedoch die Situation und die Männer respektieren fortan einander.
Da der Colonel sich strikt weigert, den hungernden Indianern mit Lebensmitteln und Waffen für die Jagd auszuhelfen, rüsten sich diese zum Kampf. Während bei Chuka, Veronica betreffend, alte Gefühle aufwallen, kommt es immer wieder zu brenzligen Situationen mit den Indianern, die dank seiner Schießkünste einigermaßen glimpflich für die Weißen ausgehen, unter anderem befreit er den Kundschafter Trent, der in die Gefangenschaft der Indianer geraten war. Aber allen Beteiligten wird letzten Endes klar, dass ein Angriff der zahlenmäßig weit überlegenen Indianer auf das Fort unmittelbar bevorsteht und somit der Tod aller Verteidiger.
Als es schließlich zum Kampf kommt, fallen Valois, Trent, Hahnsbach und die gesamte Besatzung. Veronica wird durch einen Pfeil getötet und Chuka durch einen Speerwurf schwer verletzt. Der ins brennende Fort einreitende Hanu sieht Chuka, als dieser Helena seinen Revolver an die Schläfe hält. Er ist bereit, sie zu erschießen, um sie nicht in die Hände der Indianer fallen zu lassen. Hanu verschont die beiden. In der Schlusseinstellung des Films sieht man einen einzelnen Grabhügel innerhalb des Forts. 
Bei der Grabstätte handelt es sich um die der ehemaligen Geliebten Chukas, Veronica. Es ist offensichtlich, dass Chuka die tote Veronica dort bestattet hat.
Im Abschlussbericht des kommandierenden Offiziers geht dieser darauf ein, dass der Häuptling Hanu sich im Verhör an die beiden Frauen erinnert hat, ansonsten aber jede Aussage zu deren Verbleib verweigert.
Da Veronica auch nicht unter den Toten zu finden ist, ist es die logische Schlussfolgerung, dass Chuka die Verstorbene in dem Grab bestattet und zusammen mit Helena das Fort verlassen hat.

## Hintergrund
- Chuka ist der erste und einzige Spielfilm, für den Rod Taylor als Produzent verantwortlich zeichnete.
- Der Film ist der zweite Ausflug des britischen Charaktermimen John Mills in das Westerngenre.

## Kritiken
- Joe Hembus schreibt in seinem Western-Lexikon: „Eine ziemlich wilde Sache mit wenigen Überlebenden .“ Des Weiteren zitiert er Jean-Pierre Coursodon/Bertrand Tavernier aus deren Buch "30 Ans de Cinema Americain": „Weitausholende Schwenks verfolgen die Flugbahnen von Projektilen (...) bis zu ihrem Zielpunkt, eine Operation, an der sich Douglas zunehmend delektiert. Der Film ist von einer nostalgischen Lyrik, einer Kraft und einer Phantasie in der Gestaltung, wie man sie bei diesem Regisseur nicht oft findet.“[1]
- Der Evangelische Film-Beobachter zieht folgendes Fazit: „Ein Western, der wegen vieler fehlender Klischees sympathisch, lehrreich und unterhaltsam ist. Ab 16 durchaus zu empfehlen.“[2]